# Caignac
Caignac (okzitanisch: Canhac) ist eine französische Gemeinde mit 414 Einwohnern (Stand: 1. Januar 2022) im Département Haute-Garonne in der Region Okzitanien (vor 2016: Midi-Pyrénées). Sie gehört zum Arrondissement Toulouse und zum Kanton Escalquens. Die Einwohner heißen Caignacais.

## Geographie
Die Gemeinde Caignac liegt am Gardijol an der Grenze zum Département Aude, etwa 38 Kilometer südsüdöstlich von Toulouse in der Landschaft Lauragais. Umgeben wird Caignac von den Nachbargemeinden Lagarde im Norden, Saint-Michel-de-Lanès im Nordosten und Osten, Marquein im Südosten, Gibel im Süden und Westen sowie Monestrol im Nordwesten.

## Bevölkerungsentwicklung
| Jahr                       | 1962 | 1968 | 1975 | 1982 | 1990 | 1999 | 2006 | 2013 | 2020 |
| Einwohner                  | 197  | 170  | 152  | 130  | 161  | 188  | 242  | 294  | 409  |
| Quellen: Cassini und INSEE |      |      |      |      |      |      |      |      |      |

## Sehenswürdigkeiten

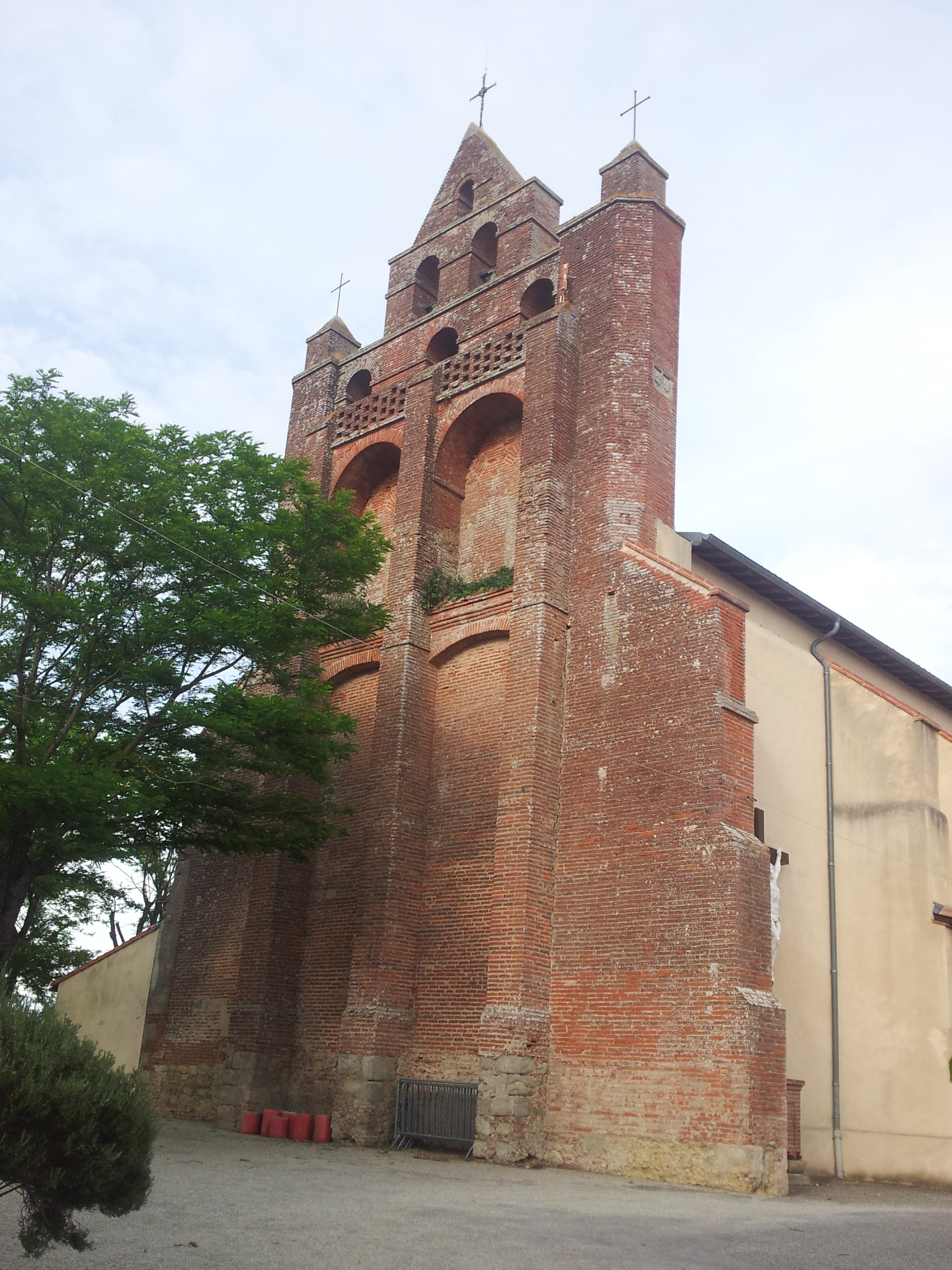
Kirche Saint-Étienne
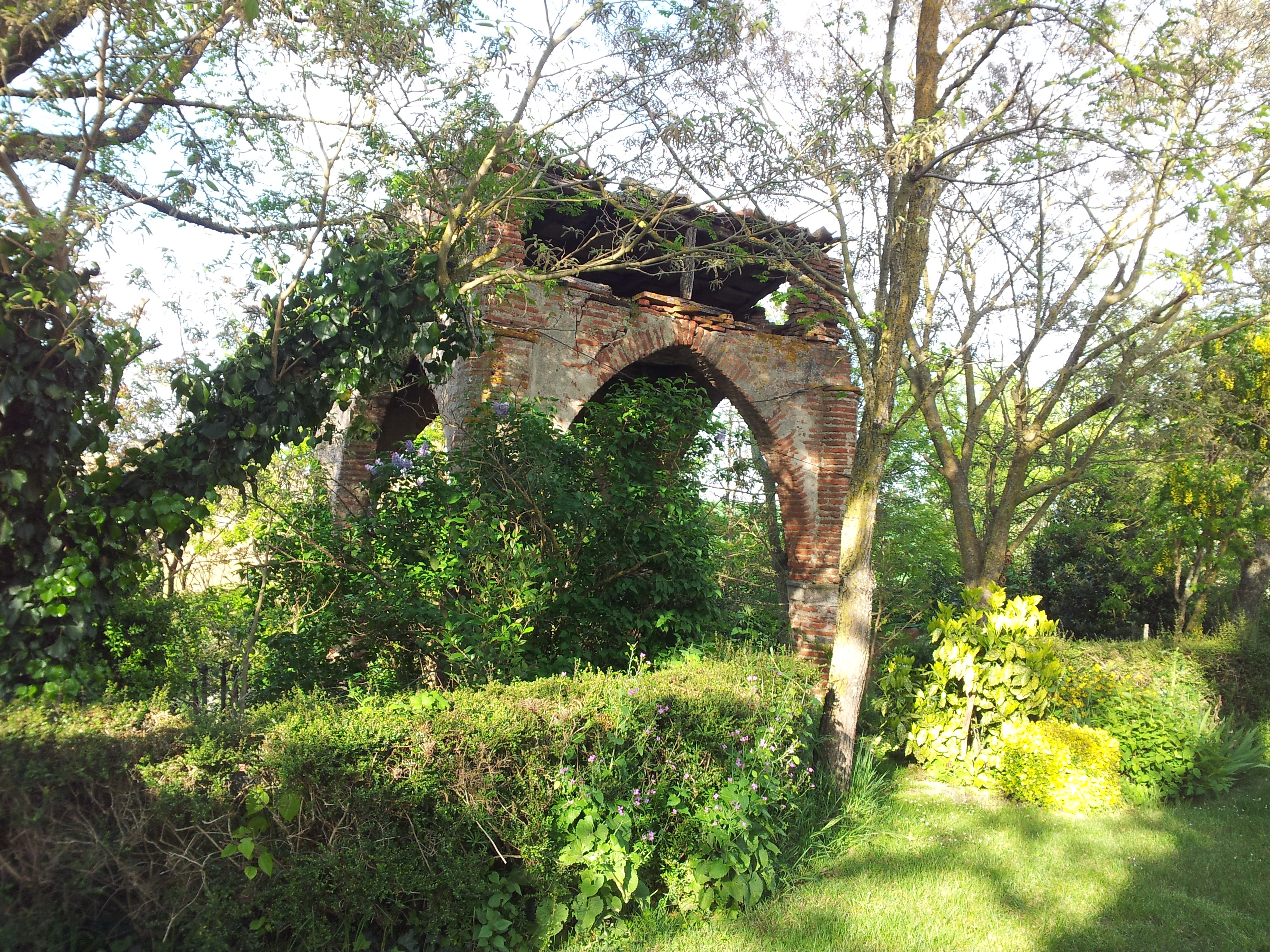
Taubenturm, Monument historique

- Kirche Saint-Étienne
- Taubenturm